# Umfassende Landesverteidigung
Die Umfassende Landesverteidigung (ULV) wurde als Verteidigungsgrundlage der österreichischen Neutralität im Jahr 1975 im Absatz 2 des Artikel 9a des Bundes-Verfassungsgesetzes beschlossen. Ziel ist es, „die Unabhängigkeit nach außen sowie die Unverletzlichkeit und Einheit des Bundesgebietes zu bewahren, insbesondere zur Aufrechterhaltung und Verteidigung der immerwährenden Neutralität.“ 

## Bestandteile
Zur umfassenden Landesverteidigung gehören nach Art. 9a der österreichischen Bundesverfassung:
- Militärische Landesverteidigung (MLV)

Die Aufgaben des österreichischen Bundesheeres sind dabei im Wehrgesetz festgelegt.
- Geistige Landesverteidigung (GLV)

Im Zuge der geistigen Landesverteidigung ist das Bewusstsein in der Bevölkerung für die Notwendigkeit der Verteidigung der liberalen und demokratischen Werte Österreichs zu bilden. Entgegen einer Engführung des Begriffs, der Geistige Landesverteidigung auf die Entwicklung eines Bewusstseins für die Notwendigkeit militärischer Landesverteidigung reduziert, versteht man in den Überschneidungsbereichen mit Politischer Bildung entsprechend den Leitlinien des Bundesministeriums für Bildung, Wissenschaft und Forschung unter Geistiger Landesverteidigung, wenn sich die Politische Bildung an Österreichs Schulen zum Ziel setzt, die Bildung und Ausformung eines reflektierten und (selbst-)reflexiven Politikbewusstseins zu entwickeln. Ein solches Politikbewusstsein ist die Grundlage dafür, einen Beitrag zur (Verteidigung der) liberalen Demokratie und zur Umsetzung der Werte der österreichischen Bundesverfassung leisten zu können.
Das Österreichische Kompetenzmodell für Politische Bildung, das den österreichischen Lehrplänen und der fachdidaktischen Ausbildung aller Lehrkräfte an den Universitäten und den Pädagogischen Hochschulen zugrunde liegt, trägt dieser Forderung Rechnung. Alle im Unterricht behandelten Themen müssen der Anbahnung und Ausformung domänenspezifischer politischer Kompetenzen dienen. (BMUKK, 2013)
- Zivile Landesverteidigung (ZLV)

Darunter fällt der gesamte Zivilschutz, wie auch das Funktionieren der zivilen Behörden im Verteidigungsfall oder die Aufrechterhaltung der inneren Sicherheit durch die Polizei
- Wirtschaftliche Landesverteidigung (WLV)

Unter diese fällt die Bevorratung von Lebensmitteln ebenso wie die Anlage von Energievorräten. Auch Maßnahmen, dass die Wirtschaft in Krisen- oder Kriegszeiten weiterarbeiten kann.

## Bewertung
Dieses Gesetz muss vor dem Hintergrund des Kalten Krieges und der exponierten Lage am Eisernen Vorhang gesehen werden, gilt aber auch heute, obwohl davon auszugehen ist, dass es „auf absehbare Zeit“ keine konventionellen militärischen Bedrohungen gegenüber Österreich geben wird.
Da sich das Bedrohungsbild seit dem Fall des Eisernen Vorhanges und als Mitglied der EU stark gewandelt hat, sollte nach Vorschlag des Österreich-Konvents der Begriff der Umfassenden Landesverteidigung in Umfassende Sicherheit geändert werden. Dazu ist es nicht gekommen.